# Ponaryo Astaman
Ponaryo Astaman (né le 25 septembre 1979 à Balikpapan en Indonésie) est un joueur de football international indonésien, qui évoluait au poste de milieu de terrain.

## Biographie

### Carrière en sélection
Avec l'équipe d'Indonésie, il joue 62 matchs (pour 2 buts inscrits) entre 2003 et 2013. 
Il figure dans le groupe des sélectionnés lors des coupes d'Asie des nations de 2004 et de 2007.
Il joue également sept matchs comptant pour les tours préliminaires des coupes du monde 2006 et 2010.

## Palmarès
Sriwijaya
- Championnat d'Indonésie (1) :
  - Champion : 2011-12 (ISL).

- Coupe d'Indonésie (1) :
  - Vainqueur : 2010.

- Supercoupe d'Indonésie (1) :
  - Vainqueur : 2010.